# Mike Lindup

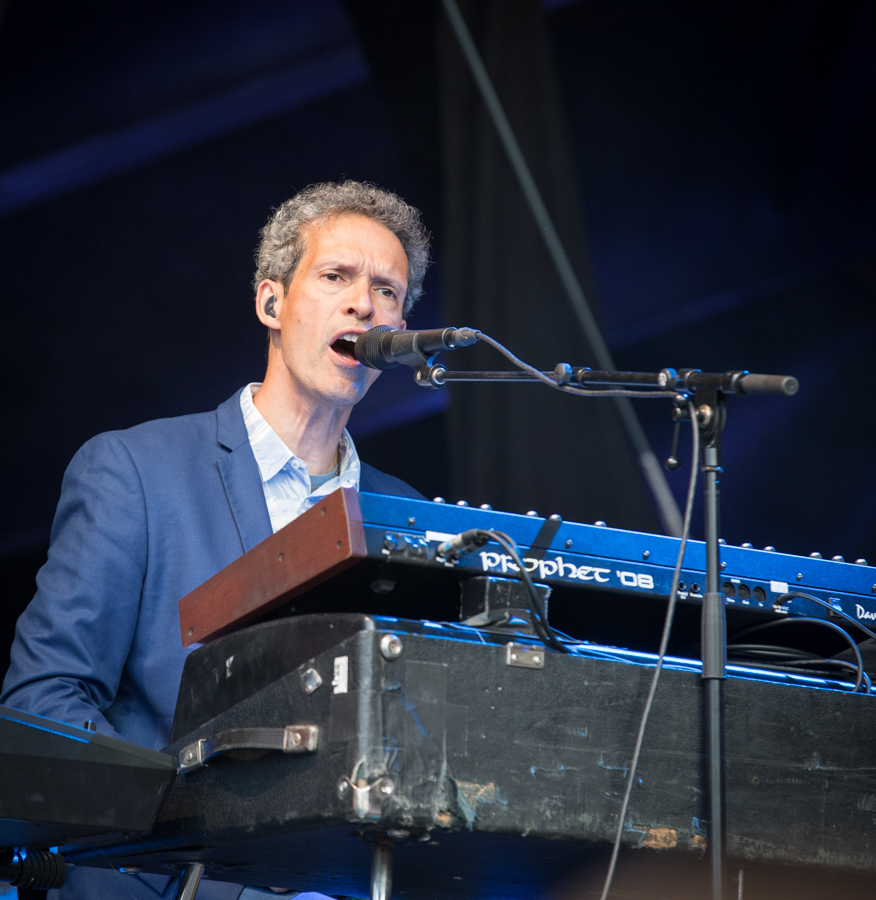
Mike Lindup, Kongsberg Jazzfestival 2017

Mike Lindup (* 17. März 1959 in London) ist ein englischer Keyboarder, Perkussionist, Songschreiber und Sänger und arbeitet seit 2005 wieder mit der Funk- und Pop-Band Level 42.

## Musikalischer Werdegang
Mike Lindup wurde 1959 als Kind musikalischer Eltern in London geboren. Er begann im Alter von drei Jahren mit ersten Kompositionen und erhielt den ersten Klavierunterricht mit sechs Jahren. An der Chethams School of Music studierte er Klavier, Perkussion und Komposition und beteiligte sich als Sänger in verschiedenen Chören. Er wechselte zur Guildhall School of Music and Drama, wo er sein Spektrum auf Perkussion bei großen Orchestern erweiterte und mit Schlagzeug und als Keyboarder in verschiedenen Jazz-Ensembles und bei Pop-Workshops auftrat.
Im Frühjahr 1980 war er mit dem Funk-Bassisten Mark King und den Brüdern Rowland („Boon“) Gould und Phil Gould Gründungsmitglied der Band Level 42. In den folgenden 15 Jahren erreichte er als Keyboarder, Songschreiber und Sänger für Level 42 weltweite Erfolge und nahm mit der Band 13 Alben auf, die weltweit über 15 Millionen Mal verkauft wurden.

### Changes(1990)
Seine Erfahrungen als Songwriter, Sänger, Arrangeur und Produzent setzte er mit dem im Juni 1990 erschienenen Soloalbum »Changes« um. Zusammen mit Co-Producer Calum Malcolm und einigen befreundeten Musikern, darunter Manu Katché (Drums), Pino Palladino (Bass) und Dominic Miller (Gitarre), produzierte er eine musikalisch oft an den »Level 42«-Sound anknüpfende Sammlung von melodischen, oft balladenartigen Stücken. Sie sind geprägt von seinem typischen mehrstimmig aufgenommenen eigenen Gesangsstil und der ebenfalls typischen klaren, einfachen und doch virtuosen Art, mit seinen Keyboards Soundteppich und Gesangsbegleitung passend zueinander zu arrangieren. Im letzten Stück (Paixao) verarbeitet er seine Liebe zum Samba – wie zur brasilianischen Musik allgemein – mit einigen Freunden der »London School of Samba«. Das Album war trotz einiger recht kommerziell klingender Songs (Changes, Desire) ein Flop, und es ist heute mittlerweile schwer zu beschaffen.
Am 14. Oktober 1994 spielte Mike Lindup das letzte Live-Konzert mit Level 42 in der Royal Albert Hall. Seit dem Ende der Zusammenarbeit mit Mark King wurde es auch ruhiger um Mike Lindup. Er produzierte Musik für Werbespots (Audi-Sport-Video [Return of the Four Rings, 1996]) und gab Konzerte mit der Latin-Jazz-Band Negrocan (von 1994 bis 1998). Er widmete sich 1998 dem Studium von »Cuban Popular Music and Dance« an der National School of the Arts in Havanna, Kuba.

### Conversations with Silence(2003)
Im November 2003 veröffentlichte er nach vierjähriger Arbeit sein zweites Soloalbum »Conversations with Silence«, auf dem er klassische Musik mit Latin Jazz und Filmmusik kombiniert und mit einigen Gästen (zum Beispiel mit Bosco d’Oliveira, dem Violinisten Steve Tees und dem Bassisten Danny Thompson) zu hören ist.
Seit Juli 2000 ist er als Keyboarder, Perkussionist und als Background-Sänger (in portugiesischer Sprache) der Formation Da Lata aktiv, die in verschiedenen Clubs und Festivals in Europa, den USA, Kanada, Japan, Südafrika und China auftritt.

### Rückkehr zu Level 42
2005 holte ihn Mark King wieder zurück in die Band. Er ersetzte dadurch den englischen Keyboarder Lyndon Connah. 2006 gingen sie dann mit »Retroglide« auf Tour. 2010 startete er zusammen mit der Band die »30anniversary tour« und absolvierte mit der Band eine Welttournee. In einem Interview sagte er, dass er mit mehr kreativen Ideen zurückgekommen sei. Er habe sie über diese ganzen Jahre gesammelt.

## Privates
Kaum bekannt ist seine Motorsport-Leidenschaft. Er fuhr beispielsweise einen Ferrari 246 GT, einen Lotus Elan Sprint DHC und einen Audi Sport quattro. Sein Freund Mark Waghorn überredete ihn, mit einem Citroën 2CV (besser bekannt als Ente) an einem Rennen teilzunehmen, wo er bei einer nationalen Meisterschaft 2005 Dritter wurde. Viermal nahm er an dem jährlichen 24-Stunden-Rennen im Mondello Park Circuit, Irland, teil. Bei einem Unfall in einer Ente brach er sich einen Daumen, der aber wieder gut verheilte und seine musikalische Karriere nicht beeinflusste.
Als passionierter Fotograf gestaltete er das Album »Conversations with Silence« selbst; seine gefühlvolle Darstellung von Irlands Westküste auf dem Cover und dem Inlet überzeugt. Als Hobbymaler sammelte er Geld bei einer Auktion für die Wohltätigkeitsveranstaltung »children’s charity Kith and Kids«.
Mike Lindup ist mit einer Niederländerin aus der Stadt Hengelo verheiratet.

## Diskographie
- Changes (1990)
- Conversations with Silence (2003)
- On the One (2011)
- Als Gastkünstler auf dem Album Devachan[2] von Ralph Valenteano (2018)